# أنغوليمالا
أنغوليمالا (باللغة البالية "عقدة الإصبع") شخصية بارزة في الديانة البوذية، ولا سيما ضمن تقليد ثيرافادا. بتصويره كقاطع طريق عديم الرحمة يمر بتغير كلي بعد اعتناقه البوذية، يعتبر أنغوليمالا مثالًا ممتازًا عن القوة التخليصية لتعاليم بوذا ومهاراته كمعلم. وينظر البوذيون إلى أنغوليمالا على أنه «القديس الراعي» للولادة ويربط بالخصوبة في جنوب وجنوب شرق آسيا.
يمكن إيجاد قصة أنغوليمالا في العديد من المصادر المكتوبة باللغة بالبالية والسنسكريتية والتيبتية والصينية. ولد أنغوليمالا باسم أهيمساكا. وكبر كشاب ذكي في سافاتثي، وأصبح خلال سنوات دراسته الطالب المفضل لدى أستاذه. إلى أن زملاءه في الدراسة وضعوه، بدافع من الغيرة، في مواجهة مع أستاذه. وفي محاولة للتخلص من أنغوليمالا، أرسله الأستاذ في مهمة خطيرة لإيجاد أصابع ألف شخص. خلال محاولته إنجاز مهمته، أصبح أنغوليمالا قاطع طريق عديم الرحمة وقتل العديد من الأشخاص وتسبب بهجرة قرى بأكملها. في النهاية، تسبب ذلك بإرسال الملك جيشًا لإلقاء القبض على القاتل. في غضون ذلك، حاولت والدة أنغوليمالا أن تتدخل، الأمر الذي عرضها لخطر أن تُقتل هي أيضًا على يد ابنها. إلا أن بوذا تمكن من منع ذلك واستخدم قواه النفسية وتعاليمه ليعيد أنغوليمالا إلى الطريق القويم. أصبح أنغوليمالا أحد أتباع بوذا، وفي مفاجأة للملك ولآخرين، أصبح راهبًا تحت توجيهه. كان سكان القرى ما يزالون غاضبين على أنغوليمالا، إلا أن هذا الوضع تحسن قليلًا حين ساعد أنغوليمالا أمًا على الولادة عن طريق إعلان للحقيقة.
نظّر العلماء إلى أنه من المحتمل أن أنغوليمالا كان جزءًا من طائفة عنيفة قبل اعتناقه البوذية. وأشار المختص في التاريخ الهندي ريتشارد غومبريتش إلى أنه كان أحد معتنقي صيغة باكرة من تانترا، إلا أن هذا الادعاء كان محط معارضة العديد من العلماء. يعتبر البوذيون أنغوليمالا رمزًا للتحول الروحي ويعتبرون قصته درسًا بأنه يمكن لأي أحد أن يغير حياته نحو الأفضل، حتى لو كان أبعد الأشخاص عن ذلك. ألهم هذا قس السجن البوذي الرسمي في المملكة المتحدة إلى تسمية منظمتهم على اسمه. علاوة على ذلك، يشار إلى قصة أنغوليمالا في المناقشات الدينية حول العدالة وإعادة التأهيل وينظر إليها من قبل اللاهوتي جون ثومبسون كمثال جيد على التعامل مع إصابة معنوية وأخلاقيات الرعاية. كان أنغوليمالا موضوع السينما والأدب، إذ صوره فيلم تايلندي يحمل اسمه نفسه بأنه أحد أتباع المصادر الأولى، وتبنى كتاب بوذا والإرهابي الذي ألفه ساتيش كومار القصة كرد لا عنفي على الحرب على الإرهاب.